# Мирославјец
Мирославјец (пољ. Mirosławiec) је град у Пољској у Војводству Западно Поморје у Повјату валческом. Према попису становништва из 2011. у граду је живело 3.095 становника.

## Становништво
Према прелиминарним подацима са пописа, у граду је 2011. живело 3.095 становника.
| 2002. | 2011. | 2012. |
| ----- | ----- | ----- |
| 2.904 | 3.095 | 3.072 |